# 長い長い殺人
『長い長い殺人』（ながいながいさつじん）は、宮部みゆきによる小説である。
連作小説の形態をとっており、語り部は登場人物の財布である。ある事件に巻き込まれた10人が持つ財布の視点から語られる10篇の物語が次第に繋がっていき、登場人物の人間模様と事件の真相が描かれていく形になっている。
最初の短編「刑事の財布」が掲載されたのは、「別冊小説宝石」の1989年冬号である。その後「小説宝石」に、1990年から1992年に9編の短編が掲載され、1992年に、書き下しのエピローグを加筆して光文社より単行本が刊行された。

## あらすじ
ある晩、一人の男が車に轢き殺される事件が発生する。被害者の妻には愛人がおり、三億円もの多額の保険金がかけられていることから、世間ではたちまち疑惑の目がむけられ、連日マスコミらによってセンセーショナルに騒がれる。しかし、彼らにはアリバイがあり、捜査は難航する。

## 各編のタイトル
1. 刑事の財布（『小説宝石』1989年12月初冬号）
2. 強請屋の財布（『小説宝石』1990年1月号）
3. 少年の財布（『小説宝石』1990年5月号）
4. 探偵の財布（『小説宝石』1990年9月号）
5. 目撃者の財布（『小説宝石』1990年12月号、「親友の財布」改題）
6. 死者の財布（『小説宝石』1991年2月号）
7. 旧友の財布（『小説宝石』1991年5月号）
8. 証人の財布（『小説宝石』1991年12月号）
9. 部下の財布（『小説宝石』1991年2月号）
10. 犯人の財布（書き下ろし）
11. エピローグ 再び、刑事の財布

## 書誌情報
- 単行本：1992年9月、光文社、ISBN 978-4334922115
- 新書：1997年5月、光文社〈カッパ・ノベルス〉、ISBN 978-4334072360
- 文庫
  - 1999年6月、光文社文庫、ISBN 978-4334728274
  - 2011年7月、光文社文庫プレミアム、ISBN 978-4334749712

## 映像化作品
『宮部みゆき「長い長い殺人」』のタイトルで、WOWOWのオリジナルドラマ製作プロジェクトドラマWの作品として、2007年にテレビ用の作品として映像化された。初放送日は同年の11月4日であり、「このミステリーを見逃すな」としてドラマWを11月に4週連続で放送した特集企画の最初の作品として先鋒を切った。監督は麻生学、脚本は友澤晃一。
原作の、「強請屋の財布」「死者の財布」「部下の財布」は割愛され、「証人の財布」と「犯人の財布」の間に「再び、探偵の財布」が挿入された。
2008年5月31日からDV上映による劇場公開がされた。同年6月13日までの2週間限定公開の予定だったが、好評だったため6月20日まで公開が延長された。2008年9月にはDVDも発売された。上映時間135分。
2012年5月21日にTBSで月曜ゴールデン枠の宮部みゆき・4週連続 “極上”ミステリーの第三夜として放送された（約95分の短縮版）。

### キャスト

#### 第一章 刑事の財布
響 武史
演 - 長塚京三
刑事。外泊が多くなった娘、自宅のローン、心臓病の持病に悩まされている。
響 美津子
演 - 朝加真由美
武史の妻。
寺島 裕之
演 - 金子賢
刑事。響の部下。
森元 隆一
演 - 前田健
自動車によるひき逃げ事件の被害者。社章バッジが現場から消えていた。
三津田 幸恵
演 - 上原美佐
森元隆一殺害事件の第1発見者。
森元 法子
演 - 伊藤裕子
隆一の妻。元保険会社外交員。
葛西 路子
演 - 街田しおん
飲み屋のママ。河川敷の草むらから腐乱遺体で発見される。

#### 第二章 少年の財布
小宮 雅樹
演 - 小清水一揮
卓郎・淳美の息子。
塚田 和彦
演 - 谷原章介（少年期：永野幹季）
早苗の夫。レストランを共同経営している。連続保険金女性殺害事件の嫌疑を掛けられる。
西方 早苗
演 - 西田尚美（2役）
雅樹の伯母。水死体で発見される。
小宮 卓郎
演 - 田中実
雅樹の父。早苗の結婚式前に、婚約者・塚田の素行調査を探偵に依頼する。
小宮 淳美
演 - 藤井かほり
雅樹の母。
松田 喜代美
演 - 大島蓉子
蓮の母親。偶然、手に入れた財布から塚田の秘密を握り、お金を強請る。
松田 蓮
演 - 中田晴大
秋葉原の路上で雅樹を喝上げする。

#### 第三章 探偵の財布
河野 康平
演 - 仲村トオル
探偵会社経営者兼調査員。
河野 薙子
演 - 西田尚美（2役）
康平の妻。
佐々木 祐介
演 - 吹越満
河野の仕事仲間。
太田 義郎
演 - 小野寺昭
逸子の父。
太田 逸子
演 - 松尾れい子
塚田の前妻。ひき逃げ事件で死亡する。

#### 第四章 目撃者の財布
佐藤 雅子
演 - 平山あや
バスガイド。ジョギング中に怪しげな財布を拾う。
中川 美咲
演 - 佐藤めぐみ
雅子の親友。
三木 一也
演 - 窪塚俊介
雨の河川敷で雅子らと出会う。一流企業を退社し、司法試験に挑戦している。

#### 第五章 旧友の財布
宮崎 優作
演 - 大森南朋（少年期：中家佑樹）
高校数学教師。塚田は幼いころからの友人で無実を信じている。
宮崎 邦子
演 - 佐藤藍子
優作の妻。
三室 直美
演 - 谷村美月
宮崎の教え子。万引きの疑いを掛けられる。
塚田 武夫
演 - 森次晃嗣
塚田の父。息子は無実だとニュース番組で訴える。
寺泉英一郎
演 - 寺泉憲
報道番組司会者。
井上麻耶
演 - 浜野由起子
報道番組司会者。

#### 第六章 証人の財布
木田 恵梨子
演 - 酒井美紀
塚田のアリバイを証言する。
高井 信雄
演 - 石井正則
新聞記者。恵梨子の婚約者。
三上 行雄
演 - 和田聰宏
恵梨子をストーキングしている男性。
木田 淑子
演 - 一色彩子
恵梨子の母。
杉本 さゆり
演 - 和希沙也
恵梨子の友人。
高井 和子
演 - 山田スミ子
信雄の母親。

#### 第七章 再び探偵の財布
青沼 亮
演 - 田中幸太朗
連続保険金女性殺害事件の犯人だと名乗る男性。

#### 第八章 犯人の財布
三木 真理子
演 - 床嶋佳子
一也の母親。
三木 巌
演 - 長谷川初範
一也の父親。

#### ナレーション
第一章 / 刑事の財布（男性 / 声）
演 - 坂口哲夫
持ち主（響武史）の心臓音を間近で感じ、いつ止まるかと微弱な音に不安を募らせている。いつも不規則な時間に起こされる。
主人呼称 - 「主」
第二章 / 少年の財布（少年 / 声）
演 - 日比愛子
持ち主（小宮雅樹）は叔母・早苗の結婚相手に不信感を抱いている。そんな彼の揺れ動く感情に同調し心配する。
主人呼称 - 「まさきくん」
第三・七章 / 探偵の財布（女性 / 声）
演 - 久川綾
河野薙子の遺品。妻同様、持ち主（河野康平）に愛情を込め「私の探偵さん」と呼ぶ。
主人呼称 - 「彼」
第四章 / 目撃者の財布（少女 / 声）
演 - 佐藤朱
持ち主（佐藤雅子）が新潟から上京したときに親友の美咲とお揃いの財布を購入する。持ち主が怪しげな財布を拾ったとき、警察に届けなかったことを気掛かりに思う。
主人呼称 - 「まこちゃん」
第五章 / 旧友の財布（男性 / 声）
演 - 中井和哉
子供時代、孤独だった持ち主（宮崎優作）が塚田と出会い、友情を深めていく。ひとつ、ひとつの思い出を持ち主と共有する。
主人呼称 - 「持ち主」
第六章 / 証人の財布（女性 / 声）
演 - 柳沢三千代
重要な証拠である塚田のフィットネスカードを拾うが、持ち主（木田恵梨子）は警察に届けるのを忘れてしまう。
主人呼称 - 「恵梨子さん」
第八章 / 犯人の財布（男性 / 声）
演 - 大友龍三郎
持ち主は4人の女性を殺害しているため、この世の中で最も危険な状態に身を投じている財布だと認識している。
主人呼称 - 「ぼうや」

### スタッフ
- 原作 - 宮部みゆき「長い長い殺人」（光文社刊）
- 企画協力 - 大沢オフィス、河野治彦、大塚晴一
- 脚本 - 友澤晃一
- 音楽 - 遠藤浩二
- 助監督 - 出射圴
- 監督助手 - 宮本忠栄、高田省吾、渡辺修
- 監督 - 麻生学
- 法律監修 - 鈴木喜久子（九段法律事務所）
- 方言指導 - 小山かつひろ
- 劇用犬 - 鎌倉第二警察犬訓練所
- 協力プロダクション - 青二プロダクション
- カースタント - 野呂真治、永田崇明
- 技斗 - 二家本辰己、野貴葵、江藤大我、関根裕介、西沢智治、槌屋るみ、本庄ゆか
- WOWOWスタジオ技術チーム - 廣田篤史、榎本豊、岡田雅宏、大和田恵、八藤後千春、高越潤、松原修司、白石啓司
- テクニカルプロデューサー - 堀内勉
- プロデューサー補 - 松永綾（WOWOW）
- プロデューサー - 土橋覚（東阪企画）、青木泰憲（WOWOW）
- 制作協力 - 東阪企画
- 制作著作 - WOWOW